# Diadelia longicornis
Diadelia longicornis är en skalbaggsart som beskrevs av Stefan von Breuning 1949. Diadelia longicornis ingår i släktet Diadelia och familjen långhorningar.
Artens utbredningsområde är Kenya. Inga underarter finns listade i Catalogue of Life.